# اپرای کوئینزلند

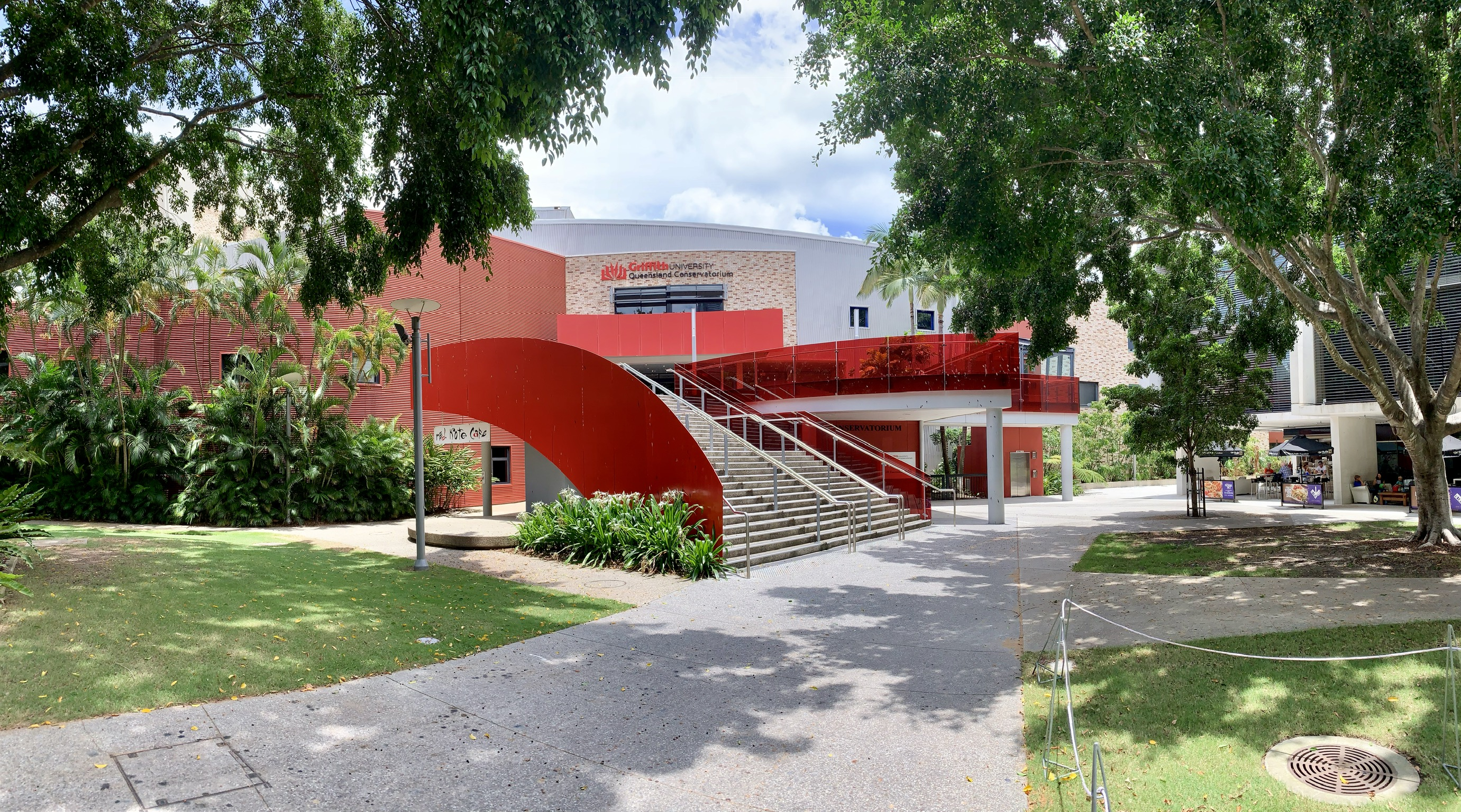
نمایی از کنسرواتوار کوئینزلند در بریزبن کوئینزلند - ۲۰۱۹

اپرای کوئینزلند (انگلیسی: Opera Queensland) یک شرکت و سالن نمایش ارائه‌دهندهٔ اپرا و باله است که در بریزبن کوئینزلند واقع شده‌است. این شرکت با بودجهٔ دولت کوئینزلند در سال ۱۹۸۱ بنیان‌گذاری شد و اصلی‌ترین تولیدکننده و برگزارکنندهٔ اپرا و باله در ایالت کوئینزلند استرالیا است.
علاوه بر دولت کوئینزلند، بودجه این مجموعه هنری توسط دولت فدرال (از طریق شورای هنر استرالیا)، شرکت‌ها، خیرین بزرگ و علاقمندان و اهداکنندگان خصوصی تأمین می‌شود.